# Charles Le Bargy
Charles Gustave Auguste le Bargy (28 de agosto de 1858 – 5 de febrero de 1936) fue un actor y director de nacionalidad francesa.

## Biografía
Nacido en París, Francia, pronto se hizo evidente su talento como actor serio y como actor cómico, llegando a ser miembro de la Comédie-Française. Sus mayores éxitos llegaron actuando en obras como Le Duel, L'Enigme, Le Marquis de Priola, L'Autre Danger y Le Dedale. 
Su esposa, Simone Benda (Madame Simone), fue una experta actriz, debutando en el Gymnase en 1902, y obteniendo grandes actuaciones en años posteriores en piezas teatrales como La Rafale y otras. La pareja tuvo un hijo, Jean Debucourt, que fue actor y director teatral. 
En 1910 Le Bargy tuvo diferencias con las autoridades de la Comédie-Française y dejó de ser miembro societaire. En el ámbito cinematográfico trabajó como actor o director en varios filmes franceses de la época del cine mudo, entre ellos
L'Assassinat du duc de Guise (1908) y La Tosca (1909).
Charles Le Bargy falleció en Niza, Francia, en 1936.

## Filmografía

### Como actor
- 1908 : L'Assassinat du duc de Guise
- 1909 : La Tosca
- 1909 : La Légende de la Sainte-Chapelle
- 1919 : L'Appel du sang
- 1921 : Il Colonnello Chabert, de Carmine Gallone
- 1928 : Madame Récamier
- 1931 : Le Rêve

### Como director
- 1908 : L'Assassinat du duc de Guise
- 1909 : La Tosca
- 1909 : Le Retour d'Ulysse

## Teatro

### Carrera en la Comédie-Française
Ingreso en 1880
Nombrado miembro en 1887
Renuncia en 1911
- 1889 : La escuela de los maridos, de Molière, Comédie-Française
- 1893 : L'Amour brodé, de François de Curel, Comédie-Française
- 1895 : Les Tenailles, de Paul Hervieu, Comédie-Française
- 1897 : La Loi de l'homme, de Paul Hervieu, Comédie-Française
- 1897 : Mieux vaut douceur et violence, de Édouard Pailleron, Comédie-Française
- 1899 : Le Torrent, de Maurice Donnay, Comédie-Française
- 1901 : Le Marquis de Priola, de Henri Lavedan, Comédie-Française
- 1901 : L'Énigme, de Paul Hervieu, Comédie-Française
- 1902 : L'Autre Danger, de Maurice Donnay, Comédie-Française
- 1903 : Le Dédale, de Paul Hervieu, Comédie-Française
- 1905 : Les Deux Hommes, de Alfred Capus, Comédie-Française
- 1907 : Marion de Lorme, de Victor Hugo, Comédie-Française
- 1908 : Les Deux Hommes, de Alfred Capus, Comédie-Française

### Hors Comédie-Française
- 1912 : Les Flambeaux, de Henry Bataille, Teatro de la Porte Saint-Martin
- 1914 : Le destin est maître, de Paul Hervieu, Teatro de la Porte Saint-Martin
- 1921 : Une danseuse est morte, de Charles Le Bargy, Teatro de las Galerías Saint Hubert
- 1922 : Une danseuse est morte, de Charles Le Bargy, Teatro del Odéon
- 1922 : Le Chevalier de Colomb, de François Porché, Comédie-Française